# 蘭亭集序

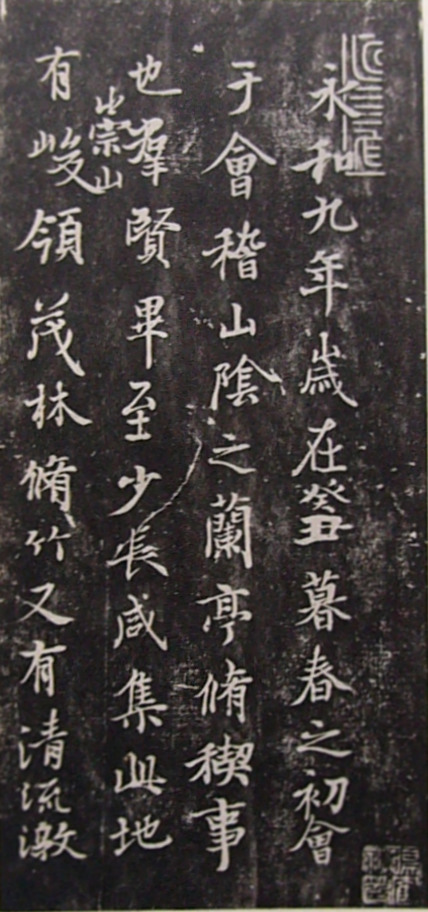
蘭亭集序（張金界奴本，局部）

《兰亭集序》，又稱作《兰亭序》、《兰亭敘》、《兰亭帖》、《禊序》、《禊帖》、《临河序》、《兰亭宴集序》，為東晉書法家王羲之所作，有“天下第一行书”之称，是晋代书法成就的代表。《兰亭集序》共計324字，凡是重複的字都各不相同，其中20个“之”字，各具风韵，皆无雷同。王羲之酒醒之後，過幾天又把原文重寫了好多本，但終究沒有在蘭亭集會時所寫的好。

## 歷史
晋穆帝永和九年（353年）三月初，王羲之與兒子王凝之、王徽之、王操之、王献之，孫統、李充、孫綽、謝安、支遁、太原王蘊、許詢、廣漢王彬之、高平郗曇、餘姚令谢胜等“少长群贤”共42人在会稽山阴集会，为蘭亭集會，是时有二十六人得诗三十七首，后辑为《兰亭诗》。《兰亭集序》为王羲之为《兰亭诗》写的序言。王羲之以特選的鼠鬚筆和蠶繭紙書寫，首先写聚会盛况，描述环境——“茂林修竹、清流激湍”，“天朗气清，惠风和畅”。之后笔锋突变，格调转为悲伤，写歡樂時光不長久及人生短暂，然而他并不宣扬“及时行乐”，而是斥了庄子的“一死生、齐彭殇”的论调。通篇语言流畅，不勉强藻饰、通俗自然，结合骈句、骈散，灵活自如，堪称历代名篇。
据传唐太宗非常喜愛此作品，但王书真跡在王羲之七世孙智永的徒弟袁辨才手中，袁辨才不願意割愛，唐太宗便派御史萧翼去騙取，後被唐太宗作为殉葬品，宋朝陸游在古詩《跋馮氏蘭亭》中因此感慨道：“繭紙藏昭陵，千載不復見。此本得其骨，殊勝蘭亭面。”但唐太宗的昭陵疑似於五代十國時被溫韜所盜，而被盜物品的名單中並沒有《兰亭集序》，因此一般相信《兰亭集序》藏於唐高宗與武則天合葬的乾陵中。
唐太宗得到真跡時，即令虞世南、褚遂良、馮承素、歐陽詢等人臨摹翻刻，分賜皇子、近臣，世稱“唐人摹本”。今存的摹本以“神龙本”最为著名，该帖共28行，324字，章法、结构、笔法都颇得原本神韵，被认为是最好的摹本。石刻則首推“定武本”。宋末元初趙孟頫也深受蘭亭集序影響。
乾隆四十四年（1779年）春，清高宗乾隆集各家的蘭亭序摹本及蘭亭詩等作，摹刻為「蘭亭八柱」置於圓明園，大致上按照書者的時代排序，其中僅有其臣下于敏中因補柳公權闕筆擢升緊接在柳公權之後的第六柱。
1965年，中国大陆发生了一场关于《兰亭序》是否王羲之所作的学术辩论，参看兰亭论辩。
2022年10月12日，意大利女宇航员薩曼塔·克里斯托福雷蒂於国际空间站从距离地球420公里的高空，以每小时28000公里的速度飞越北京市上空时，在自己的Twitter账号上引用了本文中的「仰觀宇宙之大，俯察品類之盛。所以遊目騁懷，足以極視聽之娛，信可樂也。」一句来表达自己俯瞰寰宇时飞扬的心绪，瞬间在中国社交平台引发广泛热议。

## 内容

### 现代汉语译文
永和九年，时在癸丑之年，三月初，为了修禊在会稽郡山阴县的兰亭舉辦了聚会。许多有才能和德行的人都来了，有年轻的，也有年长的。这里有高大的山峰和险峻的山岭，有茂密的树林和修長的竹子，又有清水急流在亭的左右辉映环绕。把水引到亭中的环形水渠里来，让酒杯飘流水上，人们在曲水旁边排列而坐。虽然没有管弦齐奏的盛况，一边饮酒一边赋诗，也足以痛快地表达各自幽雅的情怀。
这一天，天气晴朗，和风轻轻吹来。向上看，宇宙广大无边，向下看，地上事物如此繁多，这样纵展眼力，开阔胸怀，穷尽视和听的享受，实在快乐啊！ 
人们彼此相处，一生很快就度过。有的人喜欢在室内談論志趣抱负；有的人寄托情怀在爱好的事物，不受任何约束，放纵地生活。尽管人们的志趣千差万别，好静，好动也不相同，只要当他们喜於所接触的事物时，一时间自得其樂，快乐而滿足，渾然忘了衰老即将到来；待到对喜爱的事物厌倦，心情也随着改变，感慨油然而生。以前感到欢快的事顷刻之间变为陈迹了，尚且不能不因此感慨不已，何况人寿的长短随着造化而定，最后一切都化为乌有。古人说：“死和生也是件大事啊！”怎能不悲痛呢？ 
每当看到前人发生感慨的缘由，與我所感慨的如符契般吻合，未嘗不对着文章嗟叹感伤，未嘗不能明白於胸中。雖然一直都知道把生和死同等看待是荒诞的，把长寿和短命同等看待是妄造的，然而以后的人看待今天，不過也就像今天的人看待从前一样罷了，可悲啊！因此我一一记下参加这次聚会的人，抄录了他们的诗作。尽管时代不同情况不同，但人们的情致却是一样的，后代的读者也将對這些詩文有所感慨。

## 评价
作为书法作品，《兰亭集序》历来被认为是经典杰作，有“行书第一”之称。其书法飘逸流畅，如行云流水而又笔力雄健。
《永乐大典》的主编解缙在《春雨杂述》中称兰亭序：“右军之叙兰亭，字既尽美，尤善布置，所谓增一分太长，亏一分太短。”明代书画家董其昌在《画禅室随笔》称：“右军《兰亭叙》，章法为古今第一，其字皆映带而生，或小或大，随手所如，皆入法则，所以为神品也。”

## 五大摹本
北京故宮博物院收藏：
- 蘭亭八柱第一：蘭亭集序天曆本（唐，虞世南）
- 蘭亭八柱第二：蘭亭集序米芾詩題本（唐，褚遂良）
- 蘭亭八柱第三：蘭亭集序神龍本（唐，馮承素）

台北國立故宮博物院收藏：
- 蘭亭領字從山：黃絹本蘭亭（唐，褚遂良）[13]
- 蘭亭石刻拓本：定武蘭亭拓本（唐，歐陽詢），館藏柯九思藏本（又稱定武蘭亭真本），屬於五字損本。[b]

東京國立博物館收藏：
- 蘭亭石刻拓本：定武蘭亭拓本（唐，歐陽詢），館藏獨孤本殘片和吳炳藏本，分別為五字損本和五字不損本。[b]

## 阅读原文
[在维基数据编辑]
 在维基文库阅读本作品原文（ 在维基共享资源阅览影像）